# 第37届八国集团首脑会议
第37届八国集团首脑会议于2011年5月26日至27日在法国多维尔举行，这是会议是法国继1975年（朗布依埃）、1982年（凡尔赛）、1989年（巴黎）、1996年（里昂）和2003年（埃维昂莱班）之后第六次承办八国集团首脑会议。本次峰会的主要议题包括阿拉伯世界局势、日本与世界经济、网络、核能安全，以及G8与非洲的伙伴关系。本次会议是基地组织领导人本·拉登被击毙后的首次国际峰会。

## 主要决议内容

### 中东北非局势
此次会议经济议题被淡化，埃及和突尼斯总理获邀参加了此次八国峰会。宣言称“中东北非地区发生的变化是历史性的。”八国支持“西亚北非地区民众寻求民主、和平、稳定和发展的意愿”，鼓励相关国家进行社会和经济改革，并承诺帮助其建立法治和公民社会。宣言还说，八国集团愿意协调各方，向埃及和突尼斯提供超过200亿美元的援助。G8成员国将与多边开发银行展开合作，共同捐款，为两国提供这笔巨额援助资金，其中包括来自欧洲投资银行的35亿欧元。这些资金将支持两国在未来两年继续进行改革。此外，美国等其他发达国家还将对两国展开双边援助。
萨科齐27日在首脑会议后举行的新闻发布会上说，八国集团将推出总计400亿美元的援助计划，支持经历社会政治动荡的阿拉伯国家经济社会发展。萨科齐说，这400亿美元援助计划中，有200亿美元来自除国际货币基金组织外的多边金融机构，约100亿美元来自双边援助协定，另外约100亿美元来自海湾国家。

### 利比亚问题
与会首脑们一致敦促卡扎菲下台。据英国广播公司报道，八国领导人在峰会后发表联合声明，指出：“卡扎菲和利比亚政府已不能继续履行保护利比亚人民的责任，并失去所有合法权力，他在一个自由和民主的利比亚没有前途，他必须下台。”

### 日本地震与核事故
峰会还对“3·11”日本9级大地震及其引发的核事故表示关切，并承诺将为日本灾后重建提供全力支持。各国应从日本核事故中吸取教训，将核安全放在发展核电首要位置。